# Amanita pantherina
Amanita pantherina là một loài nấm thuộc chi Amanita họ Amanitaceae. Loài này được tìm thấy ở châu Âu và Tây Á. Nó được Augustin Pyramus de Candolle miêu tả khoa học lần đầu tiên năm 1815 dưới danh pháp Agaricus pantherinus. Năm 1846 Julius Vincenz von Krombholz chuyển nó sang chi Amanita.

## Môi trường sống và phân bố
Đây là một loài nấm ít phổ biến, chủ yếu phát triển dọc các đồng cỏ hoặc trong các rừng cây rụng lá, rừng sồi và, ít thường xuyên hơn, rừng thông ở châu Âu và vùng Tây Á từ cuối mùa hè sang mùa thu. Nấm này cũng xuất hiện ở Nam Phi, nhiều khả năng qua con đường nhập khẩu cây gỗ từ châu Âu, cũng như ở đảo Vancouver, bang British Columbia, Canada.

## Sinh hóa học
Amanita pantherina có chứa hợp chất tác động thần kinh (muscimol, C4H6N2O2).